# 村井善四郎

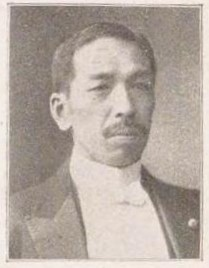
村井善四郎

村井 善四郎（むらい ぜんしろう、1871年5月3日（明治4年3月14日） - 1941年（昭和16年）5月27日）は、日本の政治家、衆議院議員（2期）。

## 経歴
奈良県出身。新庄村（現葛城市）長、北葛城郡会議員、同参事会員、奈良県会議員、同参事会員、大和鉄道、国東鉄道各（株）専務取締役、南和電気鉄道、大阪タクシー自動車各（株）取締役、豊国自動車、大阪鉄道各（株）監査役となる。
1908年の第10回衆議院議員総選挙において奈良県郡部から立憲政友会公認で立候補して当選した。つづく1912年の第11回衆議院議員総選挙で再選。衆議院議員を2期務め、1915年の第12回衆議院議員総選挙では無所属で立候補して落選した。大浦事件で1916年に懲役2か月、執行猶予3年、追徴金1500円の判決を受けた。これにより勲七等及び韓国併合記念章、大礼記念章を褫奪された。1941年に死去した。